# Lily Lake
Lily Lake es una villa ubicada en el condado de Kane en el estado estadounidense de Illinois. En el Censo de 2010 tenía una población de 993 habitantes y una densidad poblacional de 139,67 personas por km².

## Geografía
Lily Lake se encuentra ubicada en las coordenadas 41°57′4″N 88°28′26″O / 41.95111, -88.47389. Según la Oficina del Censo de los Estados Unidos, Lily Lake tiene una superficie total de 7.11 km², de la cual 7.11 km² corresponden a tierra firme y (0.04%) 0 km² es agua.

## Demografía
Según el censo de 2010, había 993 personas residiendo en Lily Lake. La densidad de población era de 139,67 hab./km². De los 993 habitantes, Lily Lake estaba compuesto por el 98.29% blancos, el 0.3% eran afroamericanos, el 0% eran amerindios, el 0.2% eran asiáticos, el 0% eran isleños del Pacífico, el 0.5% eran de otras razas y el 0.7% pertenecían a dos o más razas. Del total de la población el 4.63% eran hispanos o latinos de cualquier raza.